# Erik Abrahamsson (konstnär)
Erik Johan Wilhelm Abrahamsson född 12 mars 1871 i Stockholm död 15 januari 1907 i Stockholm, var en svensk  målare och grafiker.

## Biografi
Abrahamson studerade vid Konstakademien 1890–1896 samt vid Tallbergs etsningskurs 1895–1896. Abrahamson anställdes 1891 som gravör vid Postverket. Han räknades som en lovande grafiker men på grund av sin tidiga död kom han endast att utföra ett fåtal plåtar med landskapsmotiv. Han är representerad vid bland annat Uppsala universitetsbibliotek.

## Verk

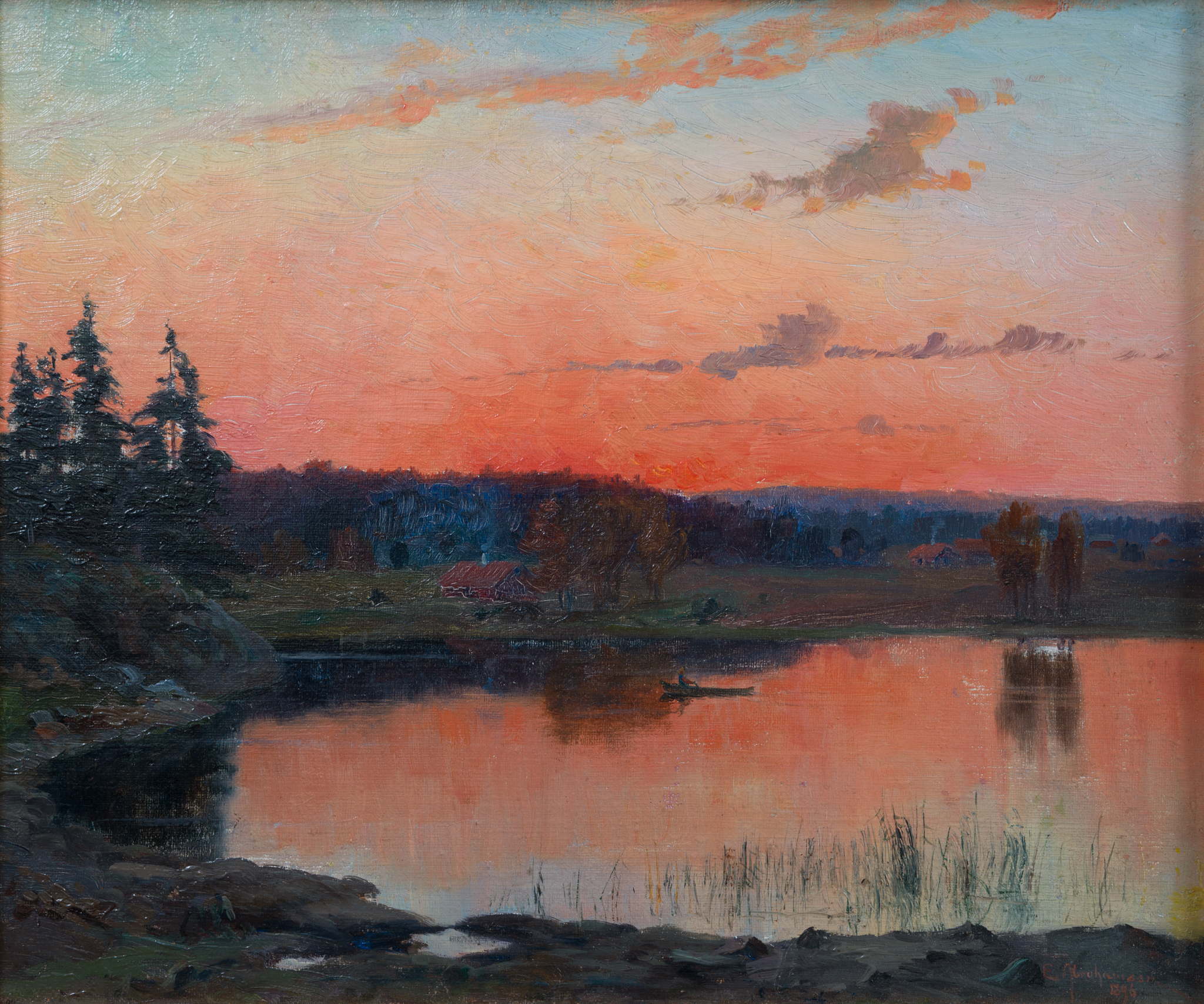
Insjölandskap i skymningsljus, 1896
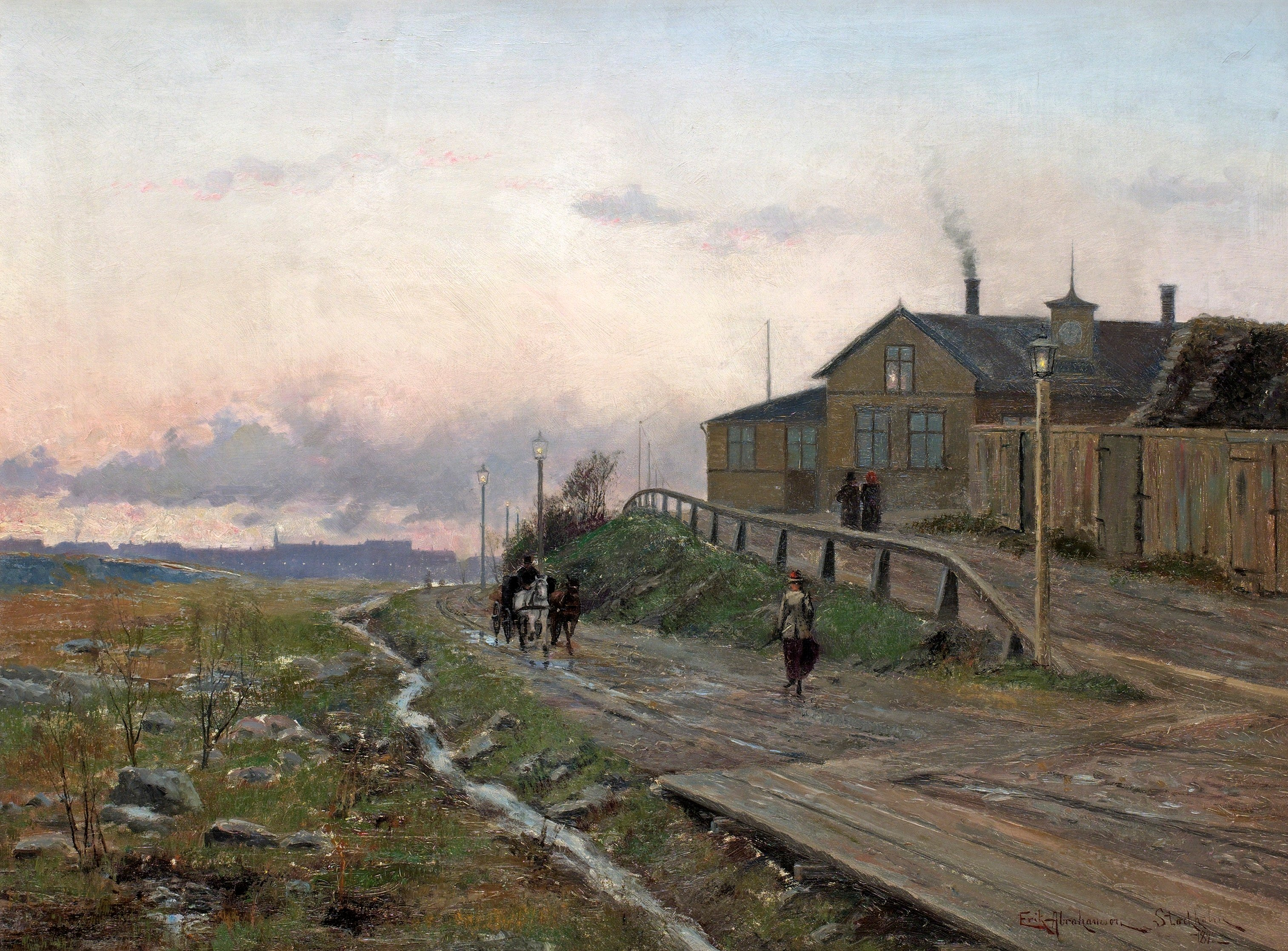
Vy från Östra station, Stockholm (1892)
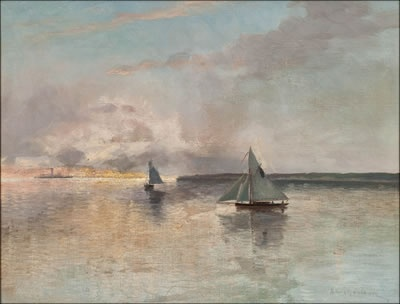
Marinmotiv (u. å.)
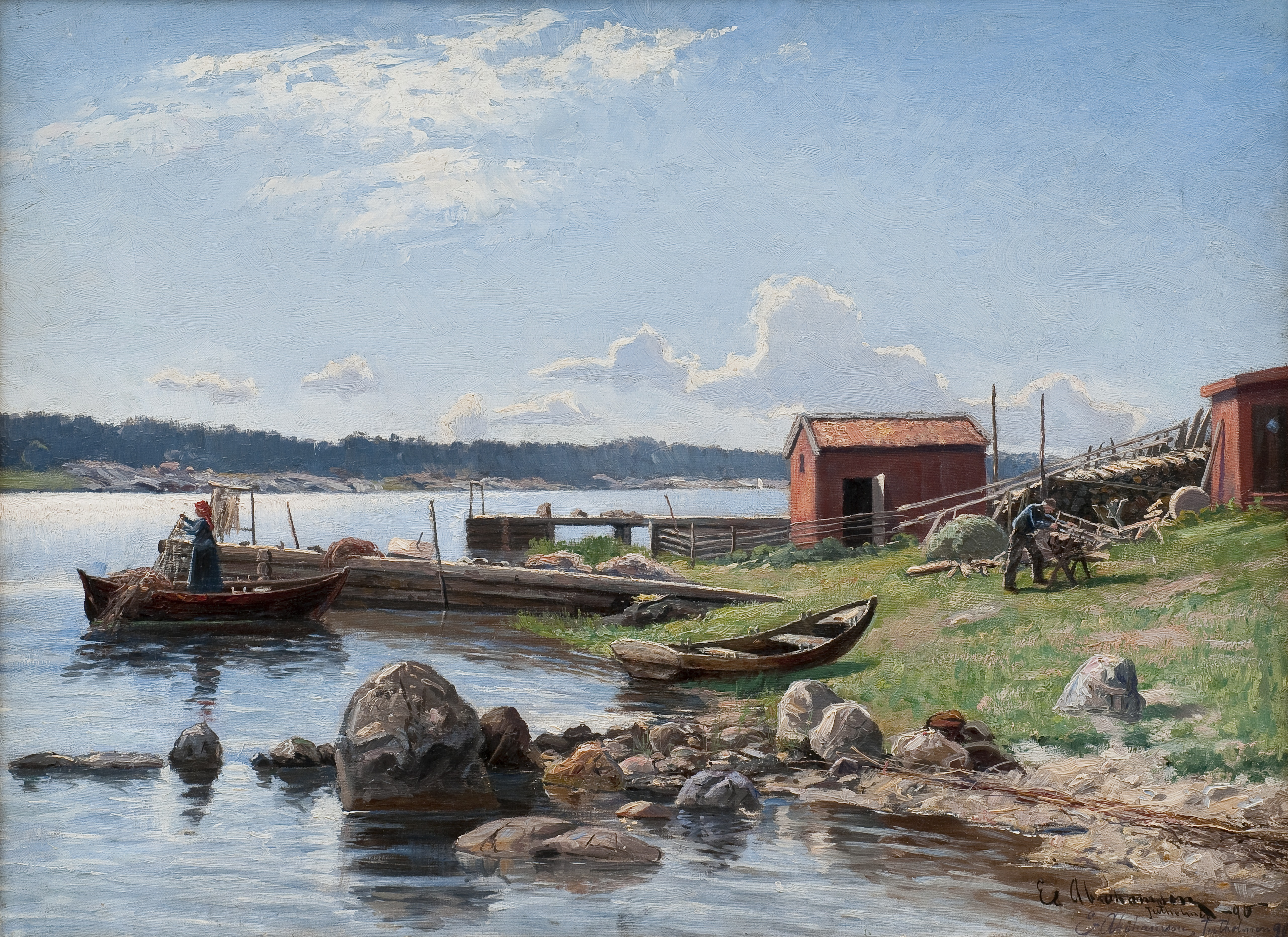
Motiv från Jutholmen (u. å.)